# 周元卿
周元卿（1140年—1186年），字景仁，別字聖予。原名冬卿，字成甫。南宋處州遂昌縣（今屬浙江）人。
周綰的兒子。紹興十年（1140年）出生。早年在朱熹門下學習。娶樓鏜之女靜慧為妻，靜慧看了《傳燈錄》，對佛法有了自己的理解持續精進。元卿在父親的關照下為官，任官至太府寺主簿待制。張浚當國，上書十策，皆論國家大計。撰有《要鑑》三十篇，獻於朝廷。淳熙十三年（1186年）閏七月十三日以疾卒，得年四十七。有子周大受。女兒周妙聰亦好佛法。